# Prailles-La Couarde
Prailles-La Couarde is een fusiegemeente (commune nouvelle) in het Franse departement Deux-Sèvres (regio Nouvelle-Aquitaine). De plaats maakt deel uit van het arrondissement Niort. Prailles-La Couarde is op 1 januari 2019 ontstaan door de fusie van de gemeenten La Couarde en Prailles. 

## Demografie
Onderstaande figuur toont het verloop van het inwonertal (bron: INSEE-tellingen).
Prailles-La Couarde telde in 2017 949 inwoners.